# Otto Hemele
Otto Hemele (ur. 22 stycznia 1926 w Pradze  – zm. 31 maja 2001 tamże) – piłkarz czeski grający na pozycji napastnika. W swojej karierze rozegrał 10 meczów i strzelił 4 gole w reprezentacji Czechosłowacji.

## Kariera klubowa
Swoją karierę piłkarską Hemele rozpoczął w klubie Radlický AFK Praga. Następnie w 1942 roku został zawodnikiem Slavii Praga. W swojej karierze wielokrotnie był graczem Slavii, ale występował też w: SK Židenice, ATK Praha (później noszącym nazwę UDA) i Motorlecie Praga. W swojej karierze wywalczył cztery mistrzostwa Czechosłowacji w sezonach 1942/1943, 1946/1947 i 1948 (ze Slavią) oraz 1953 (z UDA).

## Kariera reprezentacyjna
W reprezentacji Czechosłowacji Hemele zadebiutował 10 października 1948 w zremisowanym 1:1 meczu Pucharu Dr. Gerö ze Szwajcarią, rozegranym w Bazylei. W 1954 roku został powołany do kadry na mistrzostwa świata w Szwajcarii. Na tym turnieju zagrał w dwóch meczach: z Urugwajem (0:2) i z Austrią (0:5). Od 1948 do 1954 roku rozegrał w kadrze narodowej 10 spotkań i zdobył w nich 4 bramki.